# The Boogeyman (pankrátor)
Martin "Marty" Wright, ismertebb nevén The Boogeyman (1964. július 15. –) amerikai pankrátor és színész. 2005 és 2009 között a World Wrestling Entertainment (WWE)-nél  dolgozott. Itt nem sikerült megnyernie egyetlen címet sem, viszont mind kinézete, mind gesztikulációja miatt jelentős hírnévre tett szert. A következő években megfordult a Millennium Wrestling Federation (MWF)-nél, a National Wrestling Superstars (NWS)-nál, a United Wrestling Destructiona (UWD)-nél, és a Juggalo Championship Wrestling (JCW)-nél is. 2015-ben a Alabama Wrestling Federation (AWF)-nál megnyerte az AWF Tag Team bajnoki címet, majd 2015. november 6-án egy "legends" szerződést írt alá a WWE-vel. Wright a birkózáson kívül kisebb szerepeket is játszott különböző filmekben.

## Profi pankrátor karrier
Wright először a WWE Tough Enough negyedik évadában megrendezett versenyen tűnt fel. A versenyből kizárták, mert hazudott a koráról (40 helyett 30 évesnek mondta magát), de ennek ellenére WWE meghívta őt egyik fejlődési ágába, az Ohio-völgy Wrestling (OVW)-hez. 2005. június 25-én debültált OVW-ben Seth Skyfire és Robert Fury ellen. Egy szörnyeteget alakított; "The Boogeyman"-nek, azaz a mumusnak nevezte magát. 2005. október 13-án felkerült a SmackDown-ba, majd Palmer Cannon-al keveredett viszályba. A mumus a következő néhány hónapban "rettegésben" tartotta a szupersztárokat: váratlan helyeken jelent meg (szekrények, furgonok stb.), különböző mondókákat szavalt, feltartotta az óráját majd kiabálta jelmondatát: "I'm The Boogeyman and I'm comin' to get'cha!", azaz "Én vagyok a mumus és eljövök érted!", majd nevetett mániákusan. 
A 2005-ös Survivor Series-en segített a SmackDown vezérigazgatójának, Theodore Long-nak, hogy legyőzze Eric Bischoff-ot. 2005 decemberében még jobban előjött a szörnyeteg énje, amikor a Simon Dean elleni meccsen a zsebéből egy maroknyi élő gilisztát (férget) vett elő, majd betömte a szájába. A hatás nem maradt el, hiszen Dean és a nézők beleborzongtak; a kommentátorok undorodva kiáltottak fel. (Ezt a "mutatványt" a későbbiekben többször felhasználta, sőt, a kukacokkal köpködte is a pankrátorokat.) Első nagy viszálya JBL és kísérője, Jillian Hal ellen volt. JBL-el a 2006-os Royal Rumble-n csapott össze, amit megnyert. Később Booker T-vel és feleségével, Sharmell-el keveredett összetűzésbe. A WrestleMania 22-n csaptak össze, amit "Boogeyman" ismét megnyert. (A meccs igen rövid volt, mivel Booker T bicepsz szakadást szenvedett.) 2006 októberében The Miz-el és Kristal Marshall-el került viszályba; a mumus ijesztegette és terrorizálta őket. A december 17-én megrendezett Armageddon-on összemérték erejüket, melynek eredményeképp a Miz veretlen szériája megtört; a "Boogeyman" ismét diadalmaskodott. 
2007-ben Finlay-val rivalizált, aki végül (Hornswoggle segítségével) megtörte a mumus veretlenségi szériáját. Ezután Chris Hollyfield alakításában egy "kicsi Boogeyman" tűnt fel, majd Tag Team meccset vívtak Finlay és Hornswoggle ellen. A mumus feltűnt az OVW 400. adásán, ám kikapott Ryan Wilson-tól. Később Mark Henry-től is kikapott a SmackDown-ban, majd június 11-én átkerült az ECW-be. Itt először Matt Striker-el, Big Daddy V-el, majd John Morrison-al került viszályba. A mumus új arcfestés design-t és fekete kontaktlencsét kapott, majd a mérkőzések végén továbbra is ijesztegette a pankrátorokat. Utolsó megjelenése a WWE-nél 2009. március 3-án volt, ahol veszített Kane ellen. 2010-ben a Millennium Wrestling Federation (MWF)-hoz került, majd a "Soul Survivor VI" rendezvényen debütált. Ezután dolgozott az United Wrestling Destruction (UWD)-nál, a National Wrestling Superstars (NWS)-nél és a Juggalo Championship Wrestling (JCW)-nél is. 
A WWE-ben 2012-ben tűnt fel újra; ekkor régi riválisa, Booker T beszédét szakította meg a Slammy Award díjátadó ünnepségen. 2013 és 2014-ben Boogeyman megjelent a Halloween témájú videókban a WWE YouTube csatornáján, valamint a WWE App-on. 2015-ben az Alabama Wrestling Federation (AWF)-nél megnyerte a Tag Team bajnoki címet csapattársával, Bobby Lashley-vel. Mindenki meglepetésére, közel hat év után ringbe szállt a WWE-ben, a 2015-ös Royal Rumble-n. Hetedikként lépett a szorítóba, ám Bray Wyatt gyorsan kiejtette őt. Nyáron a "WWE Network Show" július 20-i és augusztus 31-i epizódjában jelent meg, majd november 6-án bejelentették, hogy Wright egy "legends" szerződést írt alá a WWE-vel.

## Megjelenése
Boogeyman az egyik legijesztőbb, legfélelmetesebb kinézetű pankrátor. Ő a Mumus; a félelem megtestesítője. Vörös és fekete színű arcfestést visel, ám ezt néha sárga színnel ki szokta egészíteni. Szemében kontaktlencse található; általában fekete vagy fehér színű. Bevonuláskor négykézláb érkezik, utalva arra, hogy ő egy szörny. Jellegzetes kelléke egy óra, amit a ringbelépés előtt a fejéhez vág; valamint egy bot, amiből néha vörös füst száll. Zsebéből előszeretettel vesz elő gilisztákat, amiket később a szájába rak; de már a habzó száj látványa is sokkolja a nézőket és a pankrátorokat.

## Eredményei
Alabama Wrestling Federation
- AWF Tag Team Championship (1x) – Csapattársa: Bobby Lashley

Pro Wrestling Illustrated
- Az év újonca PWI közönség rangsor (2006)

## Mozdulatai
- Boogey Slam
- BoogeyBomb
- Goodnight (Pumphandle slam)
- Chokeslam
- Stinger splash

## Bevonuló zenéi
- Jim Johnston és Boogeyman – "Coming to Get You"

## Filmjei
| Év   | Cím                                    | Szerep                           | Magyar hangja |
| ---- | -------------------------------------- | -------------------------------- | ------------- |
| 1999 | Minden héten háború (Any Given Sunday) | Legjobb barát (Beastman)         |               |
| 2000 | A cserecsapat (The Replacements)       | Komornyik (Butler)               |               |
| 2005 | A szállító 2. (Transporter 2)          | SWAT parancsnok (SWAT Commander) |               |

## Fordítás
Ez a szócikk részben vagy egészben  a   The_Boogeyman_(wrestler) című angol Wikipédia-szócikk fordításán alapul.  Az eredeti cikk szerkesztőit annak laptörténete sorolja fel. Ez a jelzés csupán a megfogalmazás eredetét és a szerzői jogokat jelzi, nem szolgál a cikkben szereplő információk forrásmegjelöléseként.